# エジプトイチジク

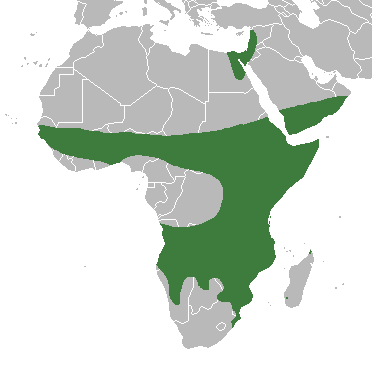
分布

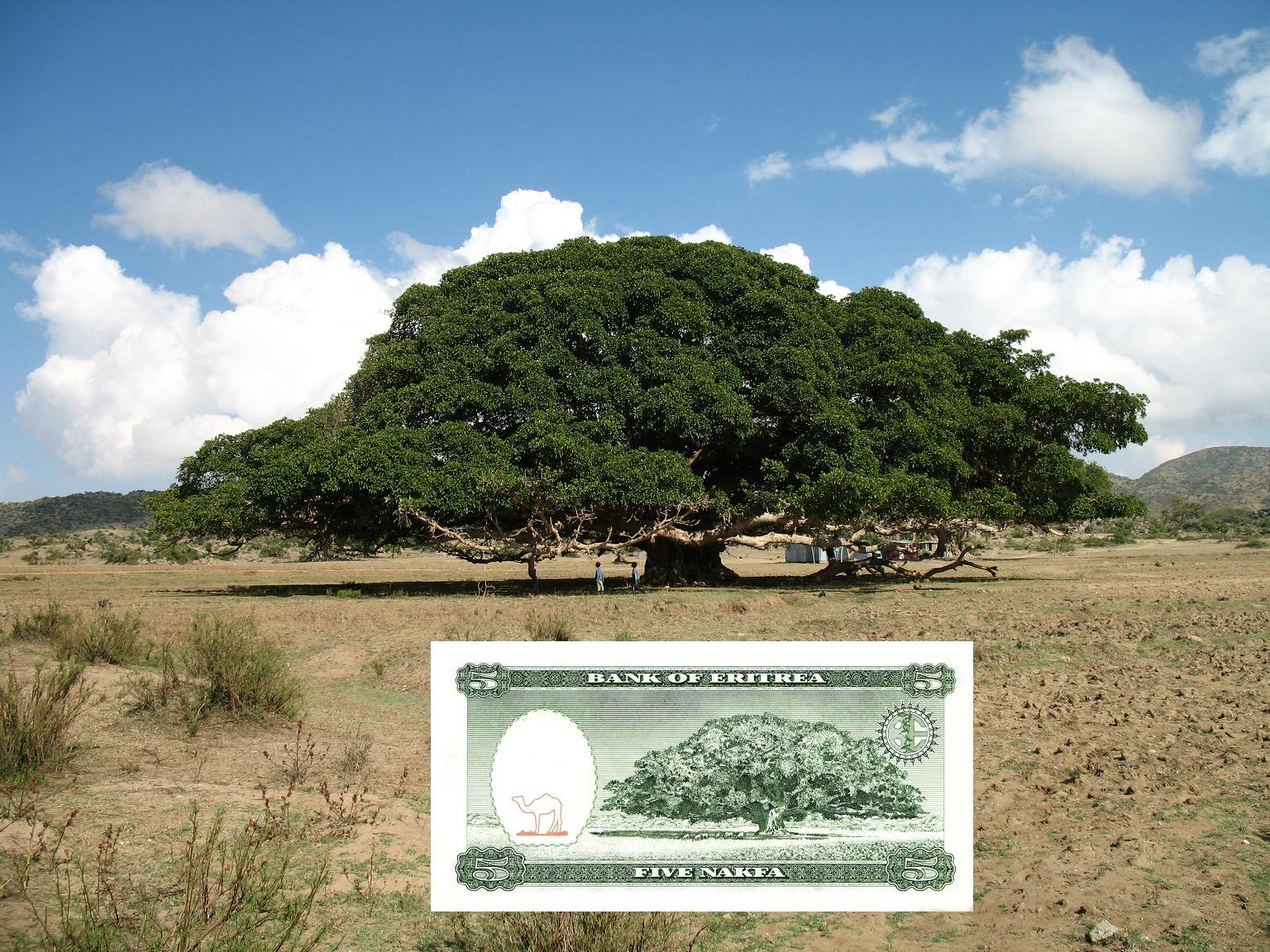
5ナクファ紙幣とモデルとなったFicus sycomorus

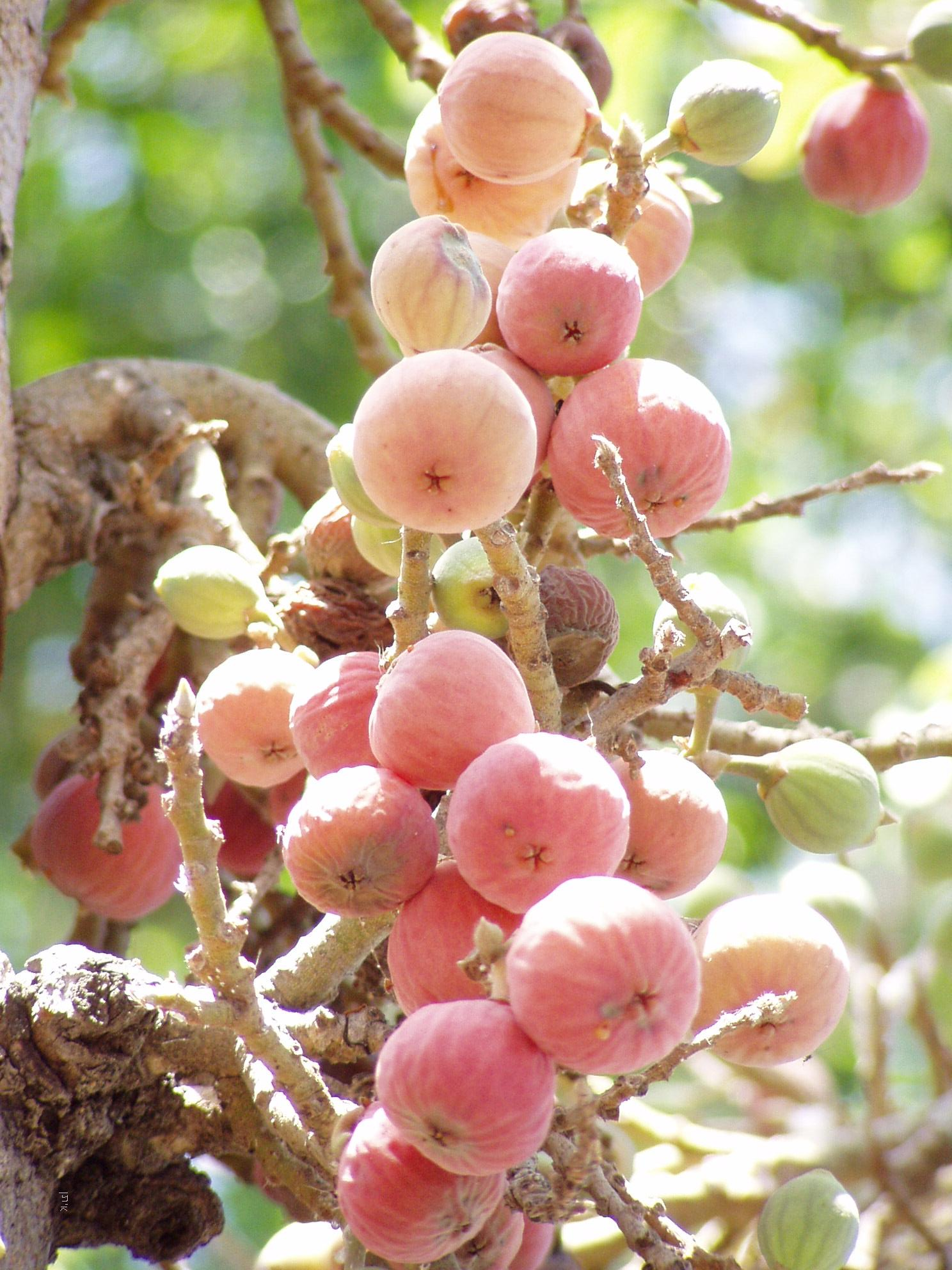
シカモアイチジクの実（:en:Syconium）

エジプトイチジク（学名：Ficus sycomorus、英：sycamore fig 、fig-mulberry、sycamore、sycomore）、シカモア、シカモアイチジクとも呼ばれる。古代から栽培されているイチジク属の種である。古代エジプトでは、生命の木として扱われた。
リンネの『植物の種』(1753年) で記載された植物の一つである。
sycamore（syc「a」more）という綴りでは、セイヨウカジカエデ、プラタナスの別名でも使われる。sycomore（syc「o」more）と綴られた場合は、本種のみを示す。

## 分布
アフリカ南西の多雨林エリアを除く、サヘルの南と南回帰線の北部。それからアラビア半島南部、キプロス、マダガスカルのごく一部で自生、そしてイスラエルとエジプトでは帰化種として自生する。レバノンの有名なGemmayzeh Streetは、アラビア語の本種の名前 Gemmayz に由来する。
本来、自生していた環境は、川沿いの土壌が肥えた雑木林である。

## 文化
植物学者のダニエル・ゾーハリー（1926-2016）とマリア・ホップ（1914-2008）によれば、古代エジプト人はこの種を「ほとんど独占的に」栽培している。この種の痕跡は、紀元前3000年代の初めから大量に出現し始める。古代エジプトでは、生命の木として扱われている。古代エジプト王朝の初期から後期までの墓にも描かれている。
エジプトのミイラの棺はこの木からできている。
2015年の研究によれば、シカモアの木は、ケシとクミンとともに、鉄器時代にペリシテ人によってイスラエルにもたらされている。
庭園
近東では、果樹園や鑑賞用の樹木として広く栽培されている。広く伸びる枝は木陰を作っている。

## 宗教
キリスト教とユダヤ教
この木は、旧約聖書で7回、新約聖書で1回登場する。パレスチナでは一般的では無かったが、カナンとエリコではポピュラーであった。ほか、ヘブライ語聖書、ルカによる福音書、ミシュナーとタルムードの書にも登場する。
キクユ族
キクユ語: mũkũyũ モコヨ。ケニア最大の部族キクユ族 (キクユ語: Agĩkũyũ) の神話で、神聖な木とされ、そもそもキクユの名もモコヨに由来するとされる。主神ンガイへの生贄は、この木の下に祀られた。この木の葉が落ちるのは凶兆とされ、族長会議が開かれ、儀式が行われた。これらの儀式の多くは、現在でも行われている。
エジプト神話
エジプトの神話で度々登場する。木の神性を持つハトホルは、エジプト古王国からはLady of the Sycamore と呼ばれた。